# معركة زرنج
معركة زرنج، إحدى معارك حملة طالبان العسكرية في 2021، انتهت في 6 أغسطس 2021، بسيطرة الحركة على زرنج، عاصمة ولاية نيمروز في جنوب غرب أفغانستان، الولاية المجاورة لإيران وباكستان. هاجم مقاتلو حركة طالبان المدينة حيث قاتلوا قوات الأمن الوطني الأفغاني لبضع ساعات قبل أن تنسحب الأخيرة إلى منطقة جهار برجك. كان المسؤولون المحليون قد طلبوا تعزيزات عسكرية لمواجهة الحملة العسكرية لطالبان، لكنهم لم يتلقوا أي رد، لتصبح زرنج أول عاصمة ولاية أفغانية تسيطر عليها حركة طالبان في منذ بدء حملتها العسكرية في عام 2021، والأولى منذ سيطرتها على قندوز في عام 2016.